# 孟加拉國家足球隊
孟加拉國家足球隊是孟加拉國官方的男子國家足球代表隊，由孟加拉足球總會負責管轄，成立於1973年，現時屬於國際足協及亞洲足協成員國之一。孟加拉在國際賽事並不突出，至今從未出線參與世界盃足球賽決賽週，亦只曾經於1980年參加過一屆亞洲盃足球賽。

## 世界盃足球賽成績
- 1930年 至 1982年 - 沒有參與 - 當時20世紀中仍屬於大英帝國的一部分，直至1947年成為巴基斯坦的東巴基斯坦，1971年宣佈獨立成立孟加拉國
- 1986年 至 2026年 - 外圍賽出局

## 亞洲盃足球賽成績
- 1956年 至 1976年 - 沒有參與
- 1980年 - 第一圈
- 1984年 至 1992年 - 外圍賽出局
- 1996年 - 退出
- 2000年 至 2007年 - 外圍賽出局
- 2011年 至 2015年 - 沒有參與
- 2019年 至 2023年 外圍賽出局

## 亞洲挑戰盃成績
- 2006年 - 半準決賽
- 2008年 - 外圍賽出局
- 2010年 - 小組賽
- 2012年 至 2014年 - 外圍賽出局

## 南亞足球錦標賽成績
- 1993年 - 沒有參與
- 1995年 - 半準決賽
- 1997年 - 小組賽
- 1999年 - 亞軍
- 2003年 - 冠軍
- 2005年 - 亞軍
- 2008年 - 小組賽
- 2009年 - 準決賽
- 2011年 - 小組賽
- 2013年 - 小組賽

## 最近賽事
以下列出孟加拉自2015年以來的國際A級賽事記錄。
| 日期         | 對手     | 結果 | 比數 | 舉行城市 | 比賽性質       |
| ------------ | -------- | ---- | ---- | -------- | -------------- |
| 2015年2月2日 | 斯里蘭卡 | 勝   | 1-0  | 達卡     | 2015年孟加拉盃 |

## 外部連結
- 孟加拉國家足球隊官方網站（页面存档备份，存于）

1. ↑  . FIFA. 2024年12月19日  [2024年12月19日].
2. ↑  Elo rankings change compared to one year ago. . eloratings.net. 2025年3月7日  [2025年3月7日].